# Marty (Dacota do Sul)
Marty é uma Região censo-designada localizada no estado norte-americano de Dakota do Sul, no Condado de Charles Mix.

## Demografia
Segundo o censo norte-americano de 2000, a sua população era de 421 habitantes.

## Geografia
De acordo com o United States Census Bureau tem uma área de
8,4 km², dos quais 8,4 km² cobertos por terra e 0,0 km² cobertos por água. Marty localiza-se a aproximadamente 389 m acima do nível do mar.

## Localidades na vizinhança
O diagrama seguinte representa as localidades num raio de 20 km ao redor de Marty.